# Sáry Béla
Sáry Béla (Kolozsvár, 1915. november 24. – Budapest, 1971. november 4.) belgyógyász szakorvos, magyar orvosi szakíró.

## Életútja, munkássága
Orvosi oklevelét Kolozsváron 1940-ben szerezte meg. Ugyanitt az I. sz. Belgyógyászati Klinikán alorvos, majd tanársegéd volt. 1946-ban áttelepedett Magyarországra és 1971-ig a budapesti I. Belklinikán előbb adjunktus, majd az orvostudomány kandidátusa (1961) és docens. 1963–1965 között az algíri egyetemen az algériai magyar orvoscsoport vezetője volt, visszatérte után a trópusi betegségeket is oktatta. Elsődleges kutatási területe a magas vérnyomás betegség, valamint a pajzsmirigy, általában a belső elválasztású mirigyek okozta betegségek okainak vizsgálata.
Kolozsvári évei alatt kapcsolódott be az EME Orvostudományi Szakosztályának tevékenységébe, ahol 1944 novemberében a szakosztály titkárává választották meg, Haynal Imre elnök mellé. 1945-ben vele együtt szerkesztette az Az Orvostudományi Szakosztály Értesítője 59. és 60. kötetét. Dolgozatai jelentek meg az Értesítő az Orvostudományi Szakosztályból c. szaklapban, köztük a Dóczy Pállal közösen jegyzett Adatok az icterus haemolyticus kórtanához című (1943. 53. kötet).